# Leptura pacifica
Leptura pacifica är en skalbaggsart som först beskrevs av Linsley 1940.  Leptura pacifica ingår i släktet Leptura och familjen långhorningar. Inga underarter finns listade i Catalogue of Life.